# Zentralmarkthalle Leipzig

Die Zentralmarkthalle von Südwesten

Die Zentralmarkthalle in Leipzig war eine Versorgungseinrichtung für Lebensmittel und Waren des täglichen Bedarfs, die südlich der Innenstadt über mehr als fünfzig Jahre existierte.

## Lage

Die Zentralmarkthalle auf einem Stadtplan von 1902

Die Zentralmarkthalle lag etwa 100 Meter südlich des Roßplatzes, der heute einen Teil des Innenstadtrings darstellt und sich bis zur Straßenbahnhaltestelle Wilhelm-Leuschner-Platz erstreckt. Sie besaß Straßenfronten zur Brüder- und zur Markthallenstraße. Die Markthallenstraße hieß vorher Windmühlengasse, und der Teil der Brüderstraße an der Markthalle entstand erst mit deren Bau.
Beide Straßenverläufe lassen sich heute noch an ihrer Pflasterung auf dem jetzigen Brachgelände zwischen Peterssteinweg und Grünewaldstraße (früher Kurprinzstraße) erkennen und tragen auch noch diese Namen.  Der Haupteingang der Zentralmarkthalle lag zum Roßplatz hin. An den Straßenfronten hatte sie weitere sechs Zugänge.
Heute erinnert oberirdisch an die Halle noch ein kleiner technischer Bau auf dem Gelände, der eine Verbindung zu dem noch existierenden Untergeschoss der Halle darstellt.

## Geschichte
Die Markthalle entstand in den Jahren 1889 bis 1891 nach Plänen des Stadtbaudirektors Hugo Licht, nachdem die Stadt nach einem Beschluss vom 9. Dezember 1887 die notwendigen Grundstücke erworben hatte. Am 26. Mai 1891 wurde die Halle eingeweiht. Sie diente zunächst dem Groß- wie dem Einzelhandel und beendete für Leipzig den bisherigen Marktbetrieb auf offenen Marktplätzen.
1923 wurde aufgrund unzureichender Raumverhältnisse der Großhandel aus der Halle herausgenommen. Er bezog bis zur Fertigstellung der für diesen Zweck vorgesehenen Großmarkthalle im Südosten der Stadt im Jahre 1930 ein Interim. Zur Unterscheidung von der Großmarkthalle hieß die bisherige Markthalle nun Zentralmarkthalle.

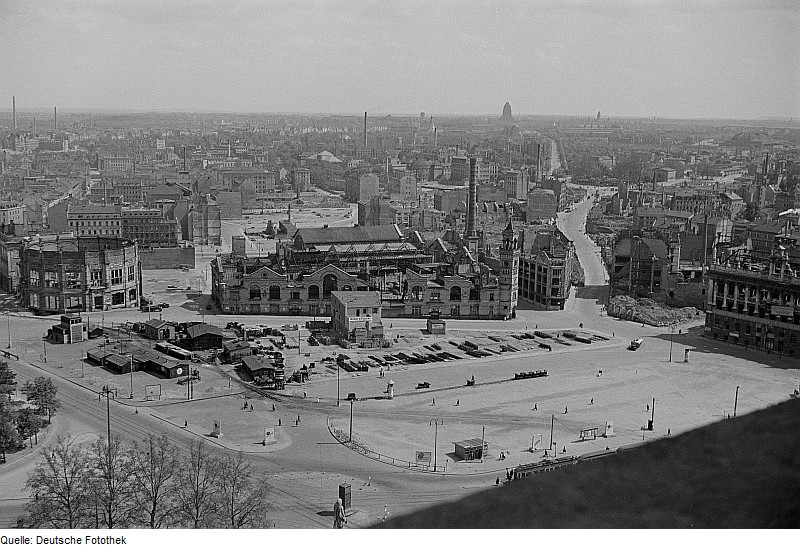
Die 1950 noch vorhandenen Reste der Zentralmarkthalle

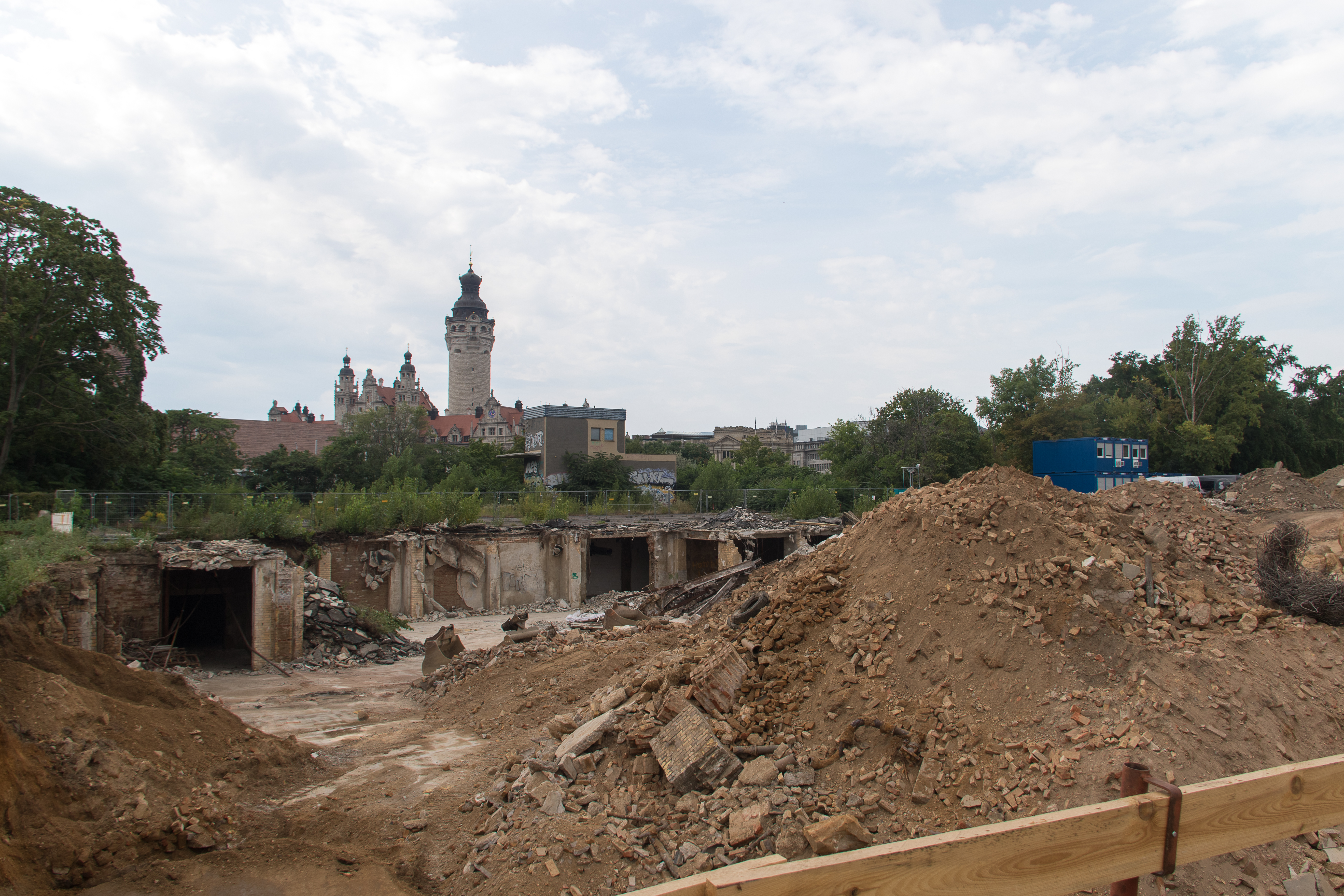
Abbruch der Rest des Untergeschosses der Zentralmarkthalle im Jahr 2024

Der Bombenangriff vom 4. Dezember 1943 traf die Halle und ihr Umfeld schwer. Die östliche Achse und die Kellerräume konnten ab dem 9. Dezember wieder für den Handel genutzt werden. Bereits wenige Monate nach Kriegsende konnte über fast ein Drittel der Nutzfläche wieder betrieben werden. Nach dem Neubau von Wohnhäusern an der Windmühlen- und der Grünewaldstraße in den 1950er-Jahren wurde die zum Teil noch in Trümmern liegende Halle als Schandfleck angesehen und in Gänze im Rahmen des Nationalen Aufbauwerkes abgerissen.
In letzter Zeit existieren Vorschläge, im Zuge der Gestaltung des Areals zwischen Peterssteinweg und Grünewaldstraße in Verbindung mit Inbetriebnahme des City-Tunnels und Errichtung des Denkmals zur Friedlichen Revolution auch wieder eine Markthalle vorzusehen.

## Bau und Betrieb
Die Zentralmarkthalle war über einem unregelmäßigen Vieleck erbaut (siehe Grundriss). Die Südfront zur Brüderstraße war 140 Meter lang, die zur Markthallenstraße 100 Meter und die Haupteingangsfront 35 Meter. Die Gesamtfläche betrug 7500 Quadratmeter. Die Halle war aus gelbem Ziegelmauerwerk über einer Sockelzone aus schwarzer Basalt-Lava errichtet, das mehrere Satteldächer trug und deren Giebel die Fassadenstruktur bestimmten. Die Tragekonstruktion des Daches war aus Eisen. An der Südwestecke stand ein 34 Meter hoher, in seinem Baustil an italienische Baukunst erinnernder Turm. Dieser trug eine Uhr und Schlagglocken, die die Marktzeiten einläuteten, sowie ein Wasserreservoir zum Betrieb von sechs hydraulischen Warenaufzügen.
Im Erdgeschoss, das ein Restaurant, einen Kaffeeausschank, einen Lichthof und verschiedene Verwaltungsräume enthielt, hatten 600 Verkaufsstände Platz und auf der Galerie weitere 160. Auch Tierarztzimmer und eine Pilzberatungsstelle fehlten nicht. Im Erdgeschoss wurden Fleisch, Fisch, Kartoffeln, Gemüse, Konserven verkauft, während auf der Galerie Molkerei- und Backwaren sowie Holz-, Korb-, Topf-, Seiler- und Böttcherwaren angeboten wurden. Im Keller konnten die Händler gekühlte Lagerflächen anmieten.
Als in der Markthalle noch Großhandel betrieben wurde, öffnete die Halle täglich außer sonn- und feiertags um 4 Uhr, später für den Einzelhandel um 6 Uhr. Von 13 bis 17 Uhr wurde eine Pause eingelegt; Betriebsschluss war dann um 21 Uhr. Den Betriebsumfang kann man damit charakterisieren, dass in den Anfangsjahren an Hauptmarkttagen über 200 Pferdewagen die Halle befuhren und ebenso viele hand- oder hundegezogene Wagen.

Der Grundriss zum Erdgeschoss
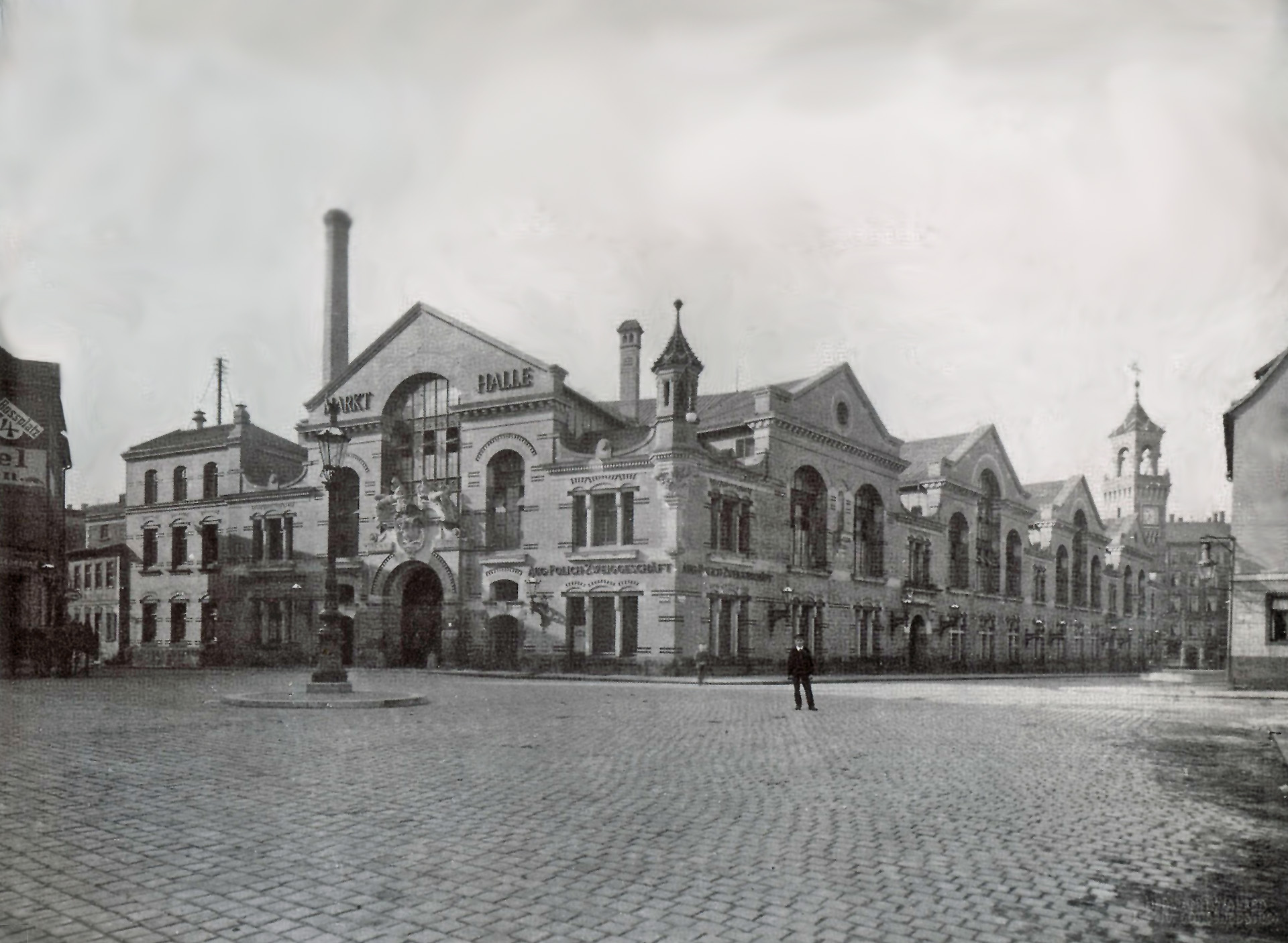
Die Markthalle vom Roßplatz aus
Supraporte über dem Hauptportal
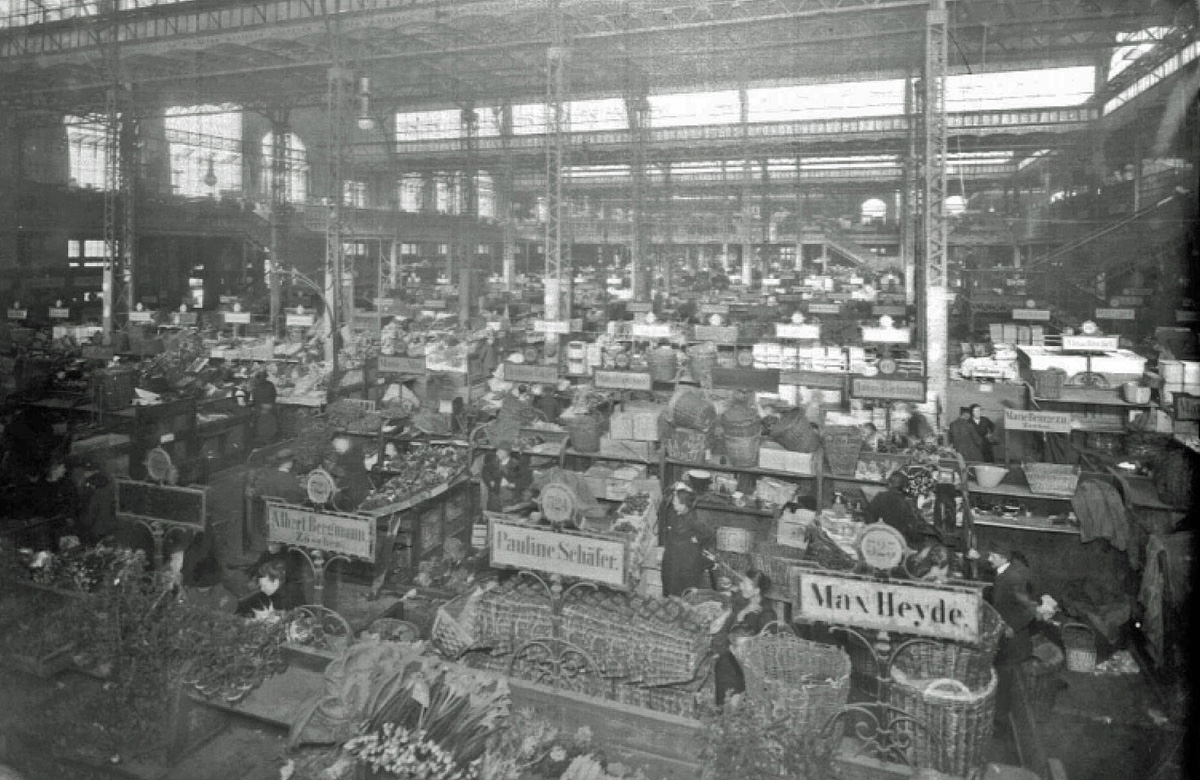
Blick in die Halle
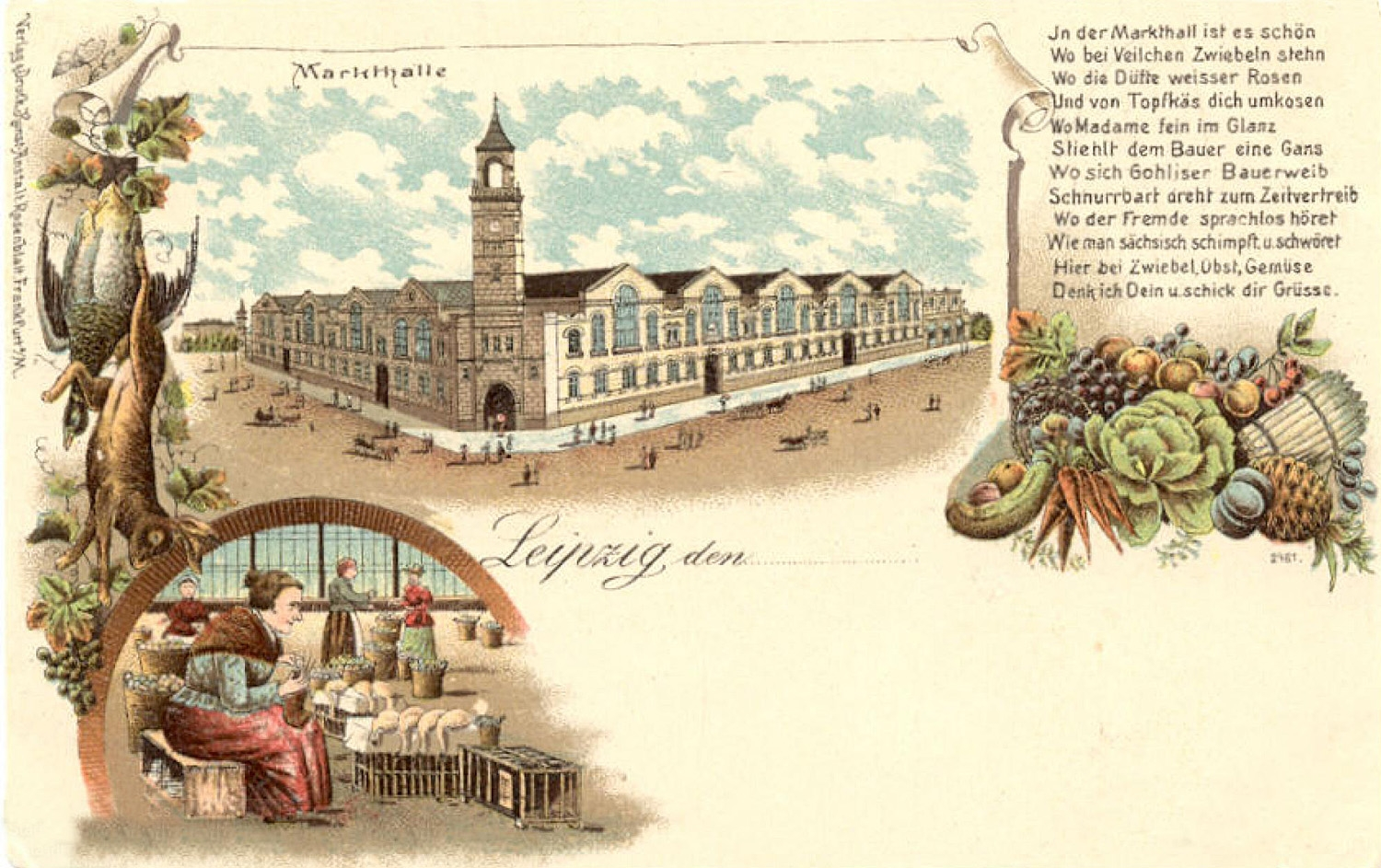
Postkarte zur Markthalle Leipzig